# Janice Hadlow
Janice Hadlow (* 1957 in Lewisham) ist eine britische Medienmanagerin.

## Leben
Hadlow schloss 1978 ein Geschichtsstudium am King’s College London ab. Ihre Medienkarriere startete sie als Praktikantin bei der BBC im Jahr 1986. Von 1987 bis 1989 war sie Produzentin bei BBC Radio 4.
Von 1993 bis 1995 arbeitete Hadlow bei der BBC in der Abteilung für Musik und Kunst, danach wurde sie Co-Leiterin der Geschichtsabteilung.
1999 wechselte sie zu Channel 4. Dort leitete sie die Geschichtsabteilung. 2004 kam Hadlow zur BBC zurück, um dort Direktorin des Fernsehsenders BBC Four zu werden. 2008 wechselte Hadlow als Direktorin zu BBC Two.
Janice Hadlow ist verheiratet und Mutter zweier Kinder.
Im Oktober 2014 wurde ihr erstes Buch veröffentlicht (A Royal Experiment: The Private Life of King George III).